# Zápas na Letní univerziádě 2013
Soutěže v zápase na letní univerziádě 2013 probíhaly v paláci bojových sportů Ak Bars v období 11. až 16. července 2013. 

## Česká stopa

### Řecko-římský styl
- −66 kg - Ondřej Ulip (ČVUT) - prohrál v prvním zápase, obsadil 19. místo

### Volný styl
- −55 kg - Lenka Martináková (UJEP) - prohrála ve čtvrtfinále, obsadila 9. místo

## Výsledky

### Řecko-římský styl
| muži    | Zlato                 | Stříbro                | Bronz                                              |
| ------- | --------------------- | ---------------------- | -------------------------------------------------- |
| −55 kg  | Ivan Tarinov (RUS)    | Victor Ciobanu (MDA)   | Šota Tanokura (JPN) Eldəniz Əzizli (AZE)           |
| −60 kg  | Ivan Kujlakov (RUS)   | Kamran Məmmədov (AZE)  | Almat Kebispajev (KAZ) Tornike Turkišvili (GEO)    |
| −66 kg  | Rəsul Çunayev (AZE)   | Islambek Albijev (RUS) | Aschat Žanbirov (KAZ) Muhammed Kocatinaz (TUR)     |
| −74 kg  | Roman Vlasov (RUS)    | Hadi Pournia (IRI)     | Arsen Džulfalakjan (ARM) Dmytro Pyškov (UKR)       |
| −84 kg  | Alan Chugajev (RUS)   | Maxim Manukjan (ARM)   | Džavid Gamzatov (BLR) Žan Beleňuk (UKR)            |
| −96 kg  | Nikita Melnikov (RUS) | Artur Aleksanjan (ARM) | Micheil Kadžaia (GEO) Mahdi Alijarifeizabadi (IRI) |
| −120 kg | Rıza Kayaalp (TUR)    | Amír Alíakbarí (IRI)   | Bálint Lám (HUN) Nurmachan Tinalijev (KAZ)         |

### Volný styl
| muži    | Zlato                      | Stříbro                      | Bronz                                               |
| ------- | -------------------------- | ---------------------------- | --------------------------------------------------- |
| −55 kg  | Nariman Israpilov (RUS)    | Samat Nadyrbek (KGZ)         | Fumitaka Morišita (JPN) Berdach Primbajev (KAZ)     |
| −60 kg  | Bekchan Gojgerejev (RUS)   | Behnam Ehsanpour (IRN)       | Vasyl Šuptar (UKR) Hacı Əliyev (AZE)                |
| −66 kg  | Magomed Kurbanalijev (RUS) | Davit Safarjan (ARM)         | Mandachnaran Ganzorig (MGL) Semen Radulov (UKR)     |
| −74 kg  | Denis Carguš (RUS)         | Cəbrayıl Həsənov (AZE)       | David Taylor (USA) Zaur Efendijev (SRB)             |
| −84 kg  | Gheorghiţă Ştefan (ROU)    | Šamil Kudijamagomedov (RUS)  | Petru Ianulov (MDA) Mohammad Mohammadian (IRN)      |
| −96 kg  | Abdusalam Gadisov (RUS)    | Pavlo Olejnik (UKR)          | Chuderbulga Dordžchand (MGL) Alichan Džumajev (KAZ) |
| −120 kg | Taha Akgül (TUR)           | Olexandr Chocjanivskij (UKR) | Parviz Hadi (IRN) Tyrel Fortune (USA)               |

| ženy   | Zlato                          | Stříbro                     | Bronz                                              |
| ------ | ------------------------------ | --------------------------- | -------------------------------------------------- |
| −48 kg | Eri Tosakaová (JPN)            | Patimət Bəhəmmədovová (AZE) | Valerija Čepsarakovová (RUS) Marija Livačová (UKR) |
| −51 kg | Hikari Sugawaraová (JPN)       | Sumija Erdenečimegová (MGL) | Julija Blahiňová (UKR) Jekatěrina Krasnovová (RUS) |
| −55 kg | Valerija Koblovová (RUS)       | Iryna Husjaková (UKR)       | Kanako Murataová (JPN) Hwang Sun-pjol (PRK)        |
| −59 kg | Julija Ratkevičová (AZE)       | Allison Raganová (USA)      | Aisulú Tynybekovová (KGZ) Emese Barkaová (HUN)     |
| −63 kg | Battseceg Soronzonbolová (MGL) | Marija Ljulkovová (RUS)     | Irina Nětrebaová (AZE) Marija Mamašuková (BLR)     |
| −67 kg | Sara Došová (JPN)              | Nasanburmá Očirbatová (MGL) | Stacie Anakaová (CAN) Alina Stadniková (UKR)       |
| −72 kg | Jekatěrina Bukinová (RUS)      | Brittney Robertsová (USA)   | Erica Wiebeová (CAN) Galina Levčenková (BLR)       |